# Coleophora xenia
Coleophora xenia é uma espécie de mariposa do gênero Coleophora pertencente à família Coleophoridae.